# Советская улица (Ижевск)
Сове́тская улица — одна из центральных улиц Ижевска. Направлена приблизительно с запада на восток, проходит от площади Оружейников до речки Карлутки. Имеет длину около 2,6 км, на всём своём протяжении являясь северной границей Первомайского района: в западной части — с Октябрьским, а в восточной — с Индустриальным районами.
Современное название улица носит с 13 декабря 1918 года постановлением Ревграждансовета Ижевска.

## История

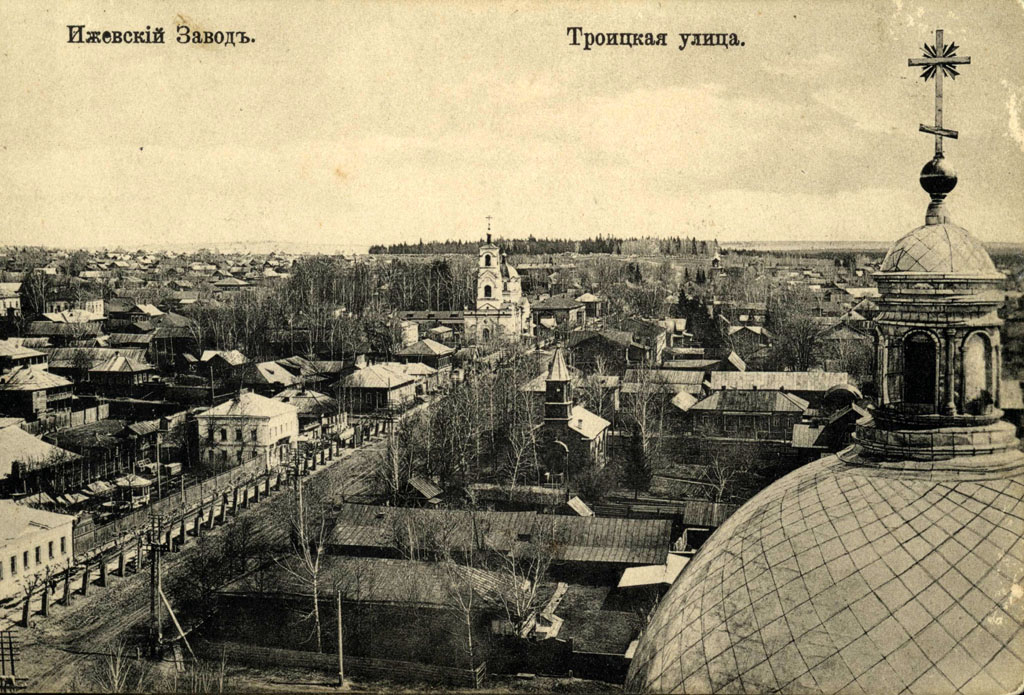
Троицкая улица в начале XX века

Исторически улица являлась продолжением плотины Ижевского пруда, от чего происходит одно из её старых названий — «Плотинный переулок». Построенный в начале XIX века с южной стороны от неё Александро-Невский собор дал другое название — «Александро-Невский проспект», но прижилось название «Троицкая улица» по Троицкому собору и Троицкому кладбищу, расположенным в конечной части улицы.
Кроме Александро-Невского и Троицкого соборов на улице стояли лютеранская кирха, Ильинская церковь и старообрядческая Покровская церковь. В начале XX века улица получила современное название, кирха, Ильинская и Покровская церкви были снесены, а Александро-Невский собор был преобразован в кинотеатр «Коло́сс».
В 1920—1930-е годах проходила активная застройка улицы. Большинство зданий этого периода было возведено на перекрёстках; одинаковые фасады зданий выводились на обе улицы.
В 1957 году было завершено возведение здания Республиканской библиотеки (архитекторы — В. И. Антоншук, Б. С. Чичкин). На участке её расположения, ограниченном улицами Красноармейской и Вадима Сивкова, административным зданием и жилым домом с проездной аркой ограничена небольшая площадь, на которой в 1959 году открыт памятник В. И. Ленину.

## Примечательные здания и сооружения
По нечётной стороне:
- № 1 — Здание военного собрания и оружейной школы (1845, арх. А. П. Семёнов). Чертежи фасадов и планы обоих этажей были утверждены 5 октября 1841 года лично Николаем I[9]. В советский период были надстроены ещё 2 дополнительных этажа. Сегодня здесь расположены: Министерство культуры печати и информации Удмуртской Республики, Министерство природных ресурсов и окружающей среды Удмуртской Республики, Министерство торговли и бытовых услуг Удмуртской Республики и Союз писателей УР.
- № 11 — Национальная библиотека Удмуртской Республики (1957).
- № 17 — Министерство внутренних дел Удмуртской Республики.
- № 21 — Старое «Дворянское гнездо». Одно из самых старых зданий Сталинской застройки в Ижевске.
- № 23 — Гимназия № 24.
- Памятник ижевскому крокодилу
- № 33 — Центральный Республиканский стадион «Зенит».
- № 35 — Дворец спорта «Ижмаш».

По чётной стороне:
- № 8а — магазин «Детский мир».
- № 12а — кинотеатр «Дружба».
- № 14 — дом купца Килина, построен в конце XIX века.
- № 16 — Ижевский Дом архитектора.
- № 22б — Ольгинский детский приют трудолюбия (1901).

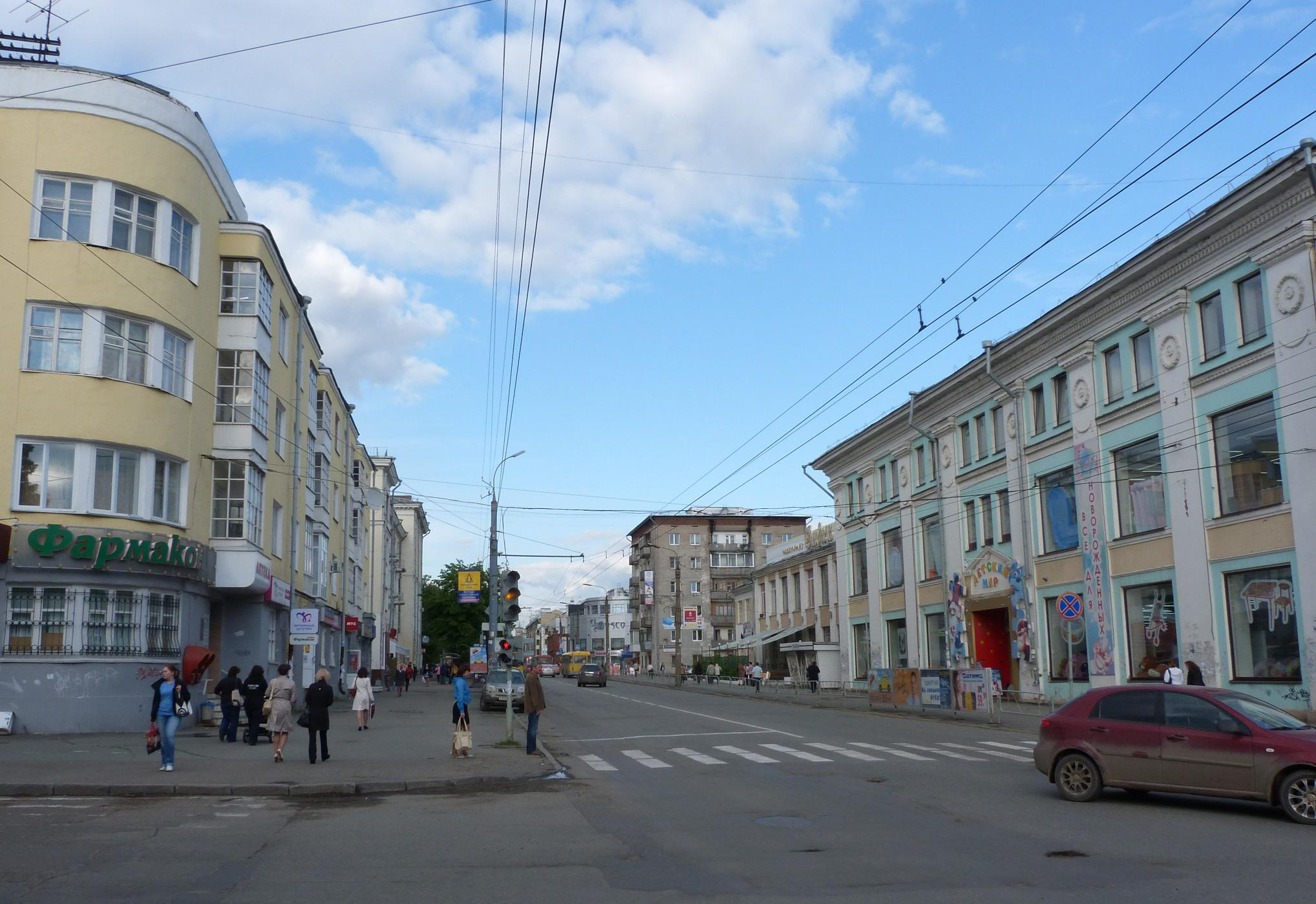
Вид на восток от пересечения с Красноармейской улицей
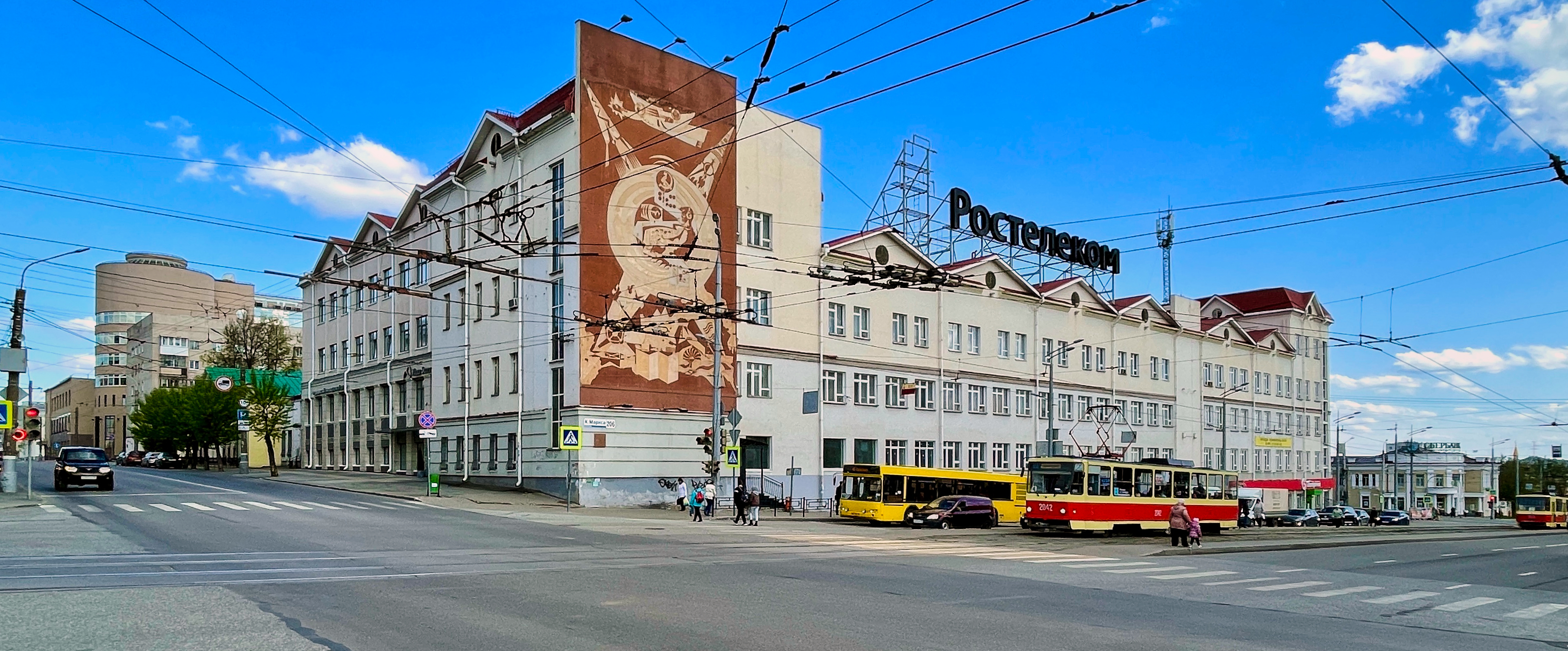
Перекрёсток с улицей Карла Маркса
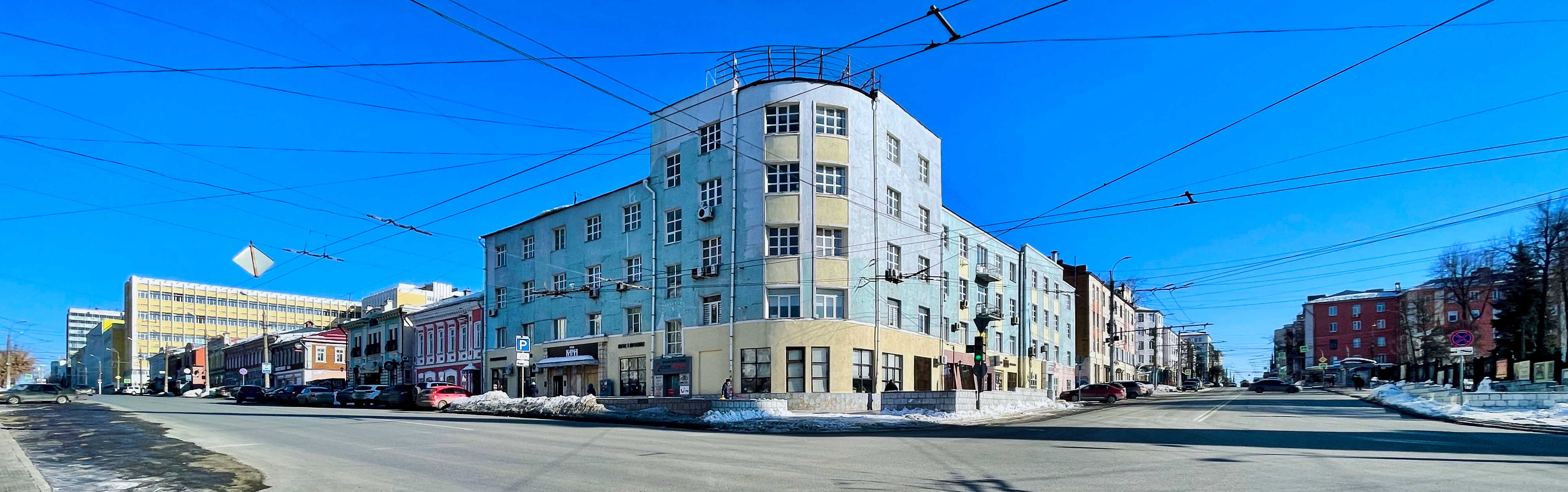
Перекрёсток с улицей Горького
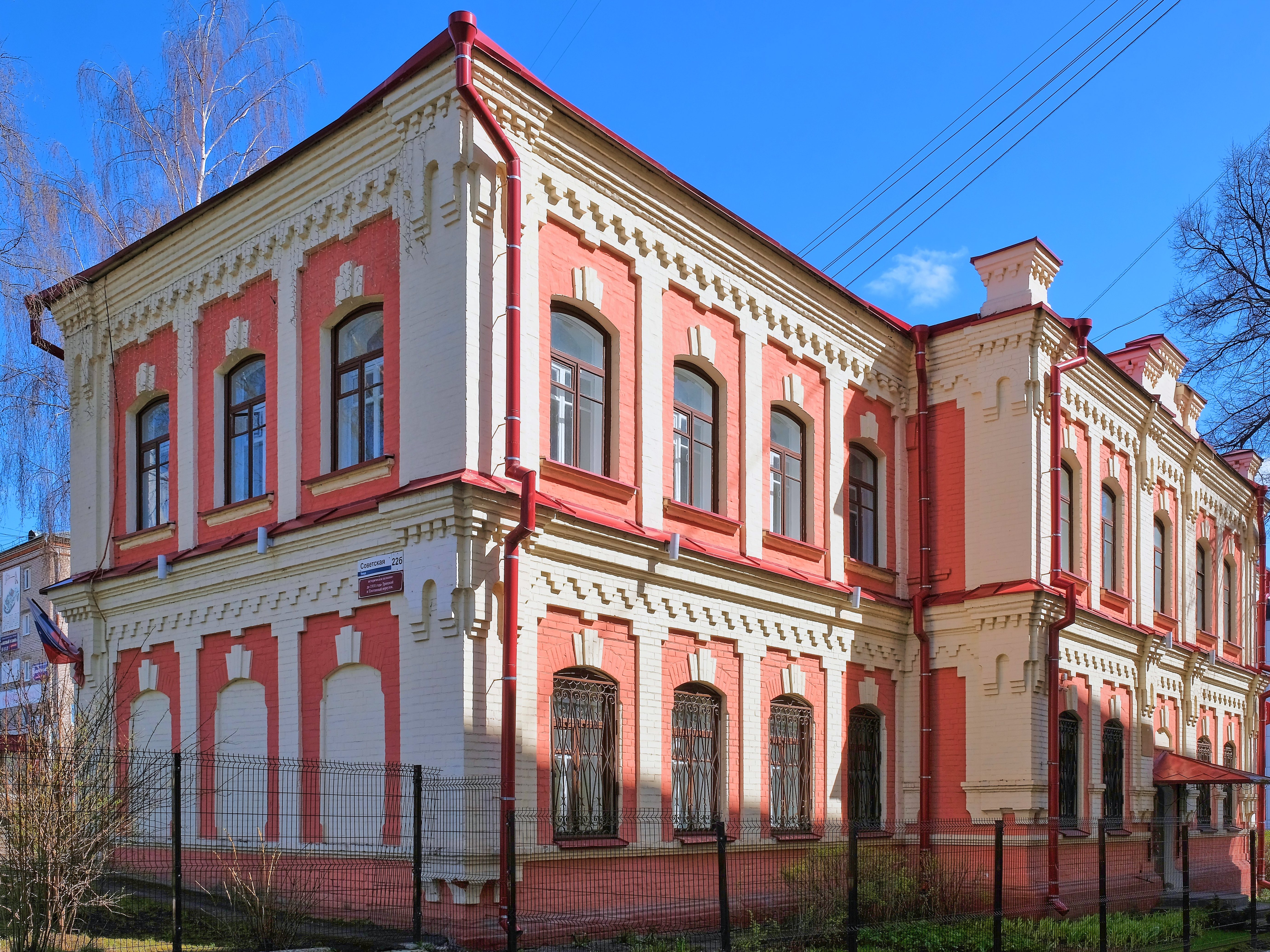
Ольгинский приют
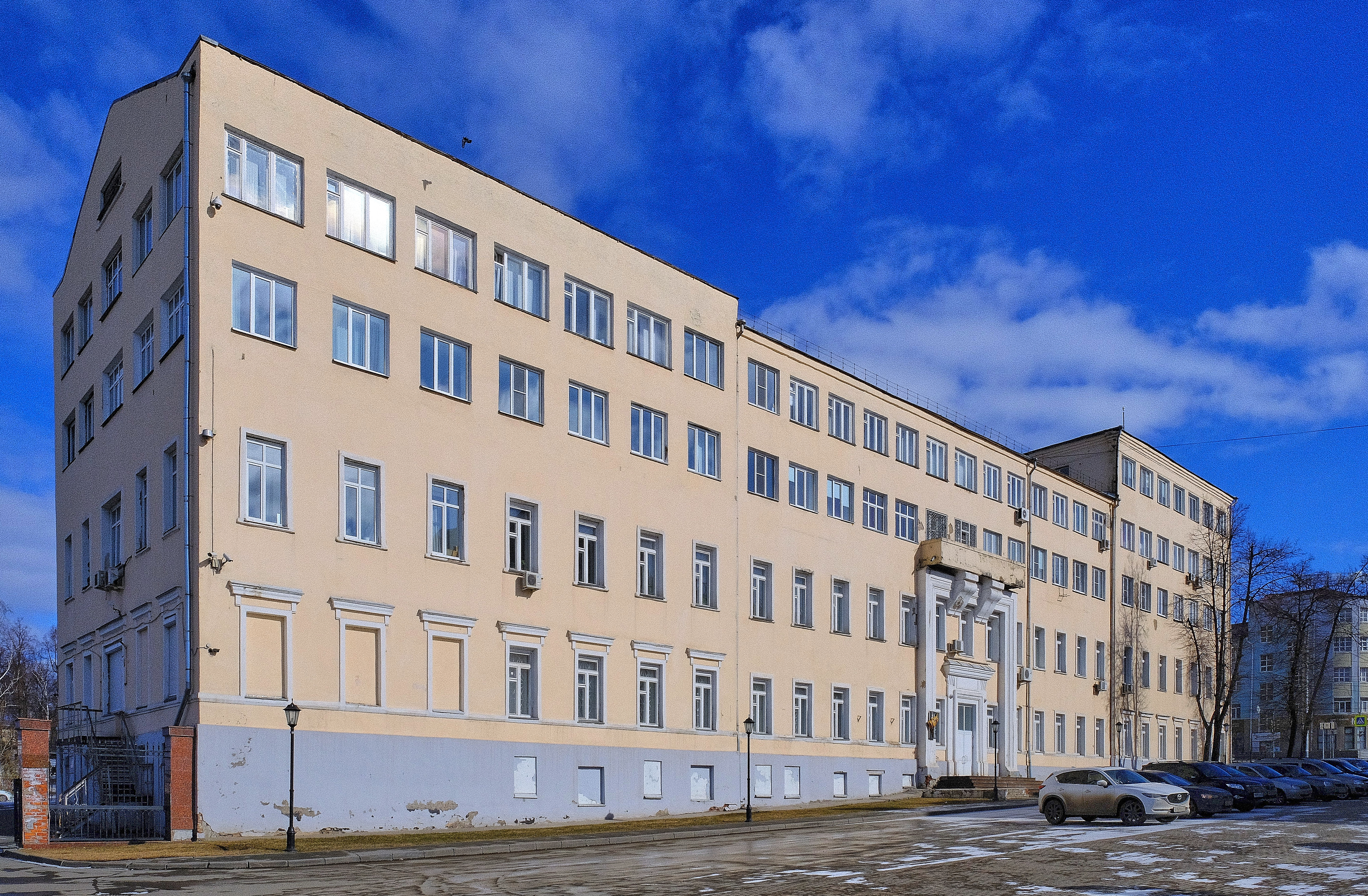
Здание бывшего офицерского собрания
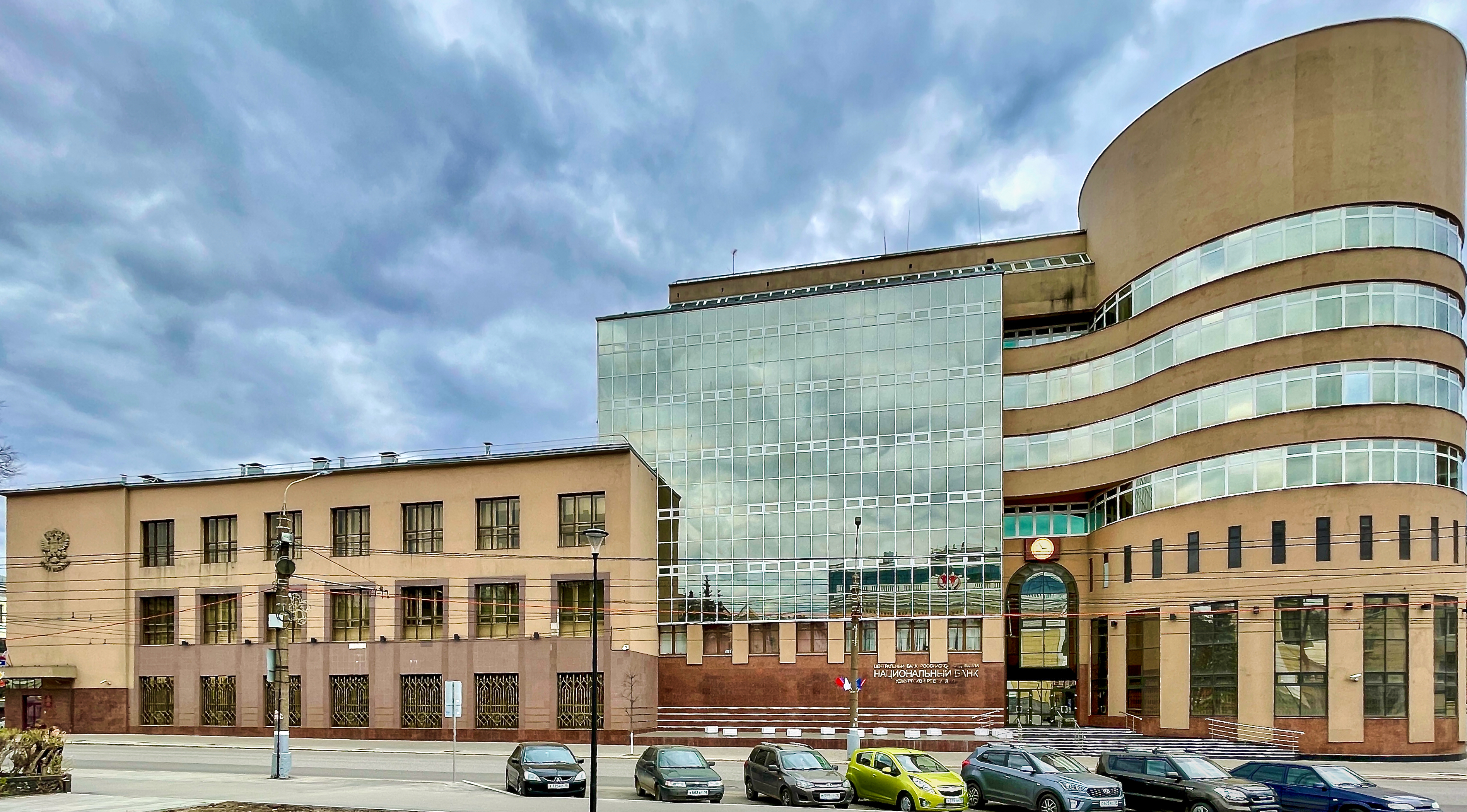
Национальный банк Удмуртии

## Транспорт
По улице проходят маршруты автобусов №: 10, 12, 12к, 26, 27, 28, 40, 68, а также троллейбусов № 1, 2, 4, 4д, 7, 14.